# Юго-Восточный университет
Юго-Восточный университет — бывший американский частный некоммерческий университет, находившийся в городе Вашингтон, Округ Колумбия. Университет потерял свою аккредитацию по высшему образованию. 31 августа 2009 года Государственная Ассоциация колледжей и школ сообщила, что колледжу не хватает строгости в приёме и финансовой стабильности. 130-летний университет перестал предлагать образовательные услуги после длительного летнего перерыва в 2009 году. В марте 2010 года Юго-Восточный университет объединился с Университетом «Высшая школа США».

## История
Юго-Восточный университет был основан как ряд классов YMCA в Округе Колумбия в 1879 году; предлагал дипломные программы по уголовному праву, развитию ребёнка, государственному управлению, управлению бизнесом, бухгалтерскому учёту, финансам, программам семи свободных искусств, по информатике. В 1907 году была создана школа бухгалтерии, а в 1923 году университет был переименован в «Юго-Восточной университет молодых христиан Ассоциации Округа Колумбия». 19 августа 1937 года Конгресс переименовал ВУЗ в Юго-Восточный университет. После в университете были созданы другие колледжи. В 1996 году президентом была назначена Шарлин Дрю Джарвис

## Слияние
В марте 2010 года в связи с потерей аккредитации университет вошёл в состав другого вуза Вашингтона — Высшей школы США.
В мае 2014 года Shakespeare Theatre Company объявила о планах по восстановлению на месте бывшего Юго-Восточного университета (501 Eye St. SW) актёрского кампуса.

## Известные выпускники
- Уильям Ральф Башам — бывший комиссар Таможенной и Пограничной охраны США, а также директор Секретной службы Соединённых Штатов.
- Уильям Било — бригадный генерал Армии Соединённых Штатов и заместитель директора Национальной гвардии.
- Ховард Карвил — кандидат в губернаторы штата Виргиния (1945, 1953, 1957).
- en:Hervey Gilbert Machen (1941), конгрессмен штата Мэриленд.
- Файзал Шахзад — американский террорист пакистанского происхождения, приговорённый к пожизненному заключению за попытку теракта на Таймс-Сквер 1 мая 2010.